# Marija Bondarienko
Marija Siergiejewna Bondarienko, ros. Мария Сергеевна Бондаренко (ur. 9 kwietnia 2003) – rosyjska tenisistka.

## Kariera tenisowa
W karierze wygrała jeden turniej deblowy rangi ITF. 20 lutego 2023 zajmowała najwyższe miejsce w rankingu singlowym WTA Tour – 351. pozycję, natomiast 19 września 2022 osiągnęła najwyższą lokatę w deblu – 268. miejsce.
Jako juniorka dwukrotnie osiągnęła finał wielkoszlemowego French Open w grze podwójnej dziewcząt. Po raz pierwszy w 2020 roku, kiedy razem z Dianą Sznajder przegrały w meczu mistrzowskim z parą Eleonora Alvisi–Lisa Pigato 6:7(3), 4:6. Rok później wspólnie z Amarissą Kiarą Tóth uległy w ostatnim spotkaniu deblowi Alexandra Eala–Oksana Sielechmietjewa 0:6, 5:7.

## Wygrane turnieje rangi ITF
| turnieje z pulą nagród 100 000 $ |
| turnieje z pulą nagród 80 000 $  |
| turnieje z pulą nagród 60 000 $  |
| turnieje z pulą nagród 40 000 $  |
| turnieje z pulą nagród 25 000 $  |
| turnieje z pulą nagród 15 000 $  |

### Gra podwójna
|    | Data       | Turniej         | Naw.   | Partnerka            | Przeciwniczki                        | Wynik          |
| 1. | 23/07/2022 | Vitoria-Gasteiz | Twarda | Ioana Loredana Roșca | Isabelle Haverlag Justina Mikulskytė | 4:6, 6:4, 11–9 |

## Finały wielkoszlemowych turniejów juniorskich

### Gra podwójna (2)
| Końcowy wynik | Rok  | Turniej     | Nawierzchnia | Partnerka           | Przeciwniczki                         | Wynik finału |
| Finalistka    | 2020 | French Open | Ceglana      | Diana Sznajder      | Eleonora Alvisi Lisa Pigato           | 6:7(3), 4:6  |
| Finalistka    | 2021 | French Open | Ceglana      | Amarissa Kiara Tóth | Alexandra Eala Oksana Sielechmietjewa | 0:6, 5:7     |